# Championnat d'Arménie de football 2011
Navigation
Saison précédente Saison suivante
La saison 2011 de Premier-Liga Arménienne est la vingtième édition du championnat d'Arménie de football. Lors de cette saison, le Pyunik Erevan tente de conserver son titre de champion d'Arménie pour la onzième saison consécutive face aux 7 meilleurs clubs arméniens lors de deux séries de matchs aller-retour se déroulant sur toute l'année. Trois places sont qualificatives pour les compétitions européennes, la quatrième place étant celles du vainqueur de la Coupe d'Arménie 2012. Il n'y a ni promotion, ni relégation en fin de saison car le calendrier du championnat est modifié pour suivre le modèle ouest-européen (d'août à mai).
L'Ulisses FC remporte le premier titre de champion de son histoire à l'issue de la saison. Le Gandzasar Kapan et le Pyunik Erevan complètent le podium.

## Qualifications en coupe d'Europe
Le champion participe au 2e tour de qualification des champions de la Ligue des champions 2012-2013. S'il ne s'agit pas du champion d'Arménie, le vainqueur de la Coupe d'Arménie prend la première place en Ligue Europa 2012-2013. S'il s'agit du champion d'Arménie la place revient au finaliste de la coupe. Ensuite, les deux autres places en Ligue Europa reviennent aux places suivantes du championnat, entre la deuxième et la quatrième place selon la position du finaliste de la coupe qualifié.

## Les 8 clubs participants de la Premier League
Même si le Shirak FC Giumri a terminé 8e et dernier de l'édition 2010 (ce qui aurait dû entraîner sa rétrogradation), le club a pu demeurer en Premier league pour cette saison; en effet, le Kilikia Erevan a choisi de ne pas participer au championnat d'Arménie de football 2011, pour raison financière, libérant ainsi une place en première division arménienne.
| Club                        | Stade              | Capacité | Ville    |
| --------------------------- | ------------------ | -------- | -------- |
| Ararat Erevan - Promu de D2 | Stade Hrazdan      | 53 849   | Erevan   |
| Banants Erevan              | Stade Naïri        | 14 968   | Erevan   |
| Gandzasar Kapan             | Stade Gandzasar    | 3 500    | Kapan    |
| Impuls Dilidjan             | Dilidjan           | 3 000    | Dilidjan |
| Mika Erevan                 | Stade Mika         | 7 000    | Erevan   |
| Pyunik Erevan               | Stade Hanrapetakan | 14 968   | Erevan   |
| Shirak FC Giumri            | Giumri             | 3 000    | Giumri   |
| Ulisses FC                  | Stade Hrazdan      | 53 849   | Erevan   |

## Compétition

### Classement
| Rang | Équipe          | Pts | J  | G  | N  | P  | Bp | Bc | Diff |
| ---- | --------------- | --- | -- | -- | -- | -- | -- | -- | ---- |
| 1    | Ulisses FC      | 53  | 28 | 15 | 8  | 5  | 38 | 22 | +16  |
| 2    | Gandzasar Kapan | 46  | 28 | 12 | 10 | 6  | 31 | 18 | +13  |
| 3    | Pyunik ErevanT  | 46  | 28 | 12 | 10 | 6  | 33 | 28 | +5   |
| 4    | Banants Erevan  | 44  | 28 | 12 | 8  | 8  | 42 | 30 | +12  |
| 5    | Mika Erevan     | 44  | 28 | 12 | 8  | 8  | 36 | 25 | +11  |
| 6    | Impuls Dilidjan | 37  | 28 | 10 | 7  | 11 | 37 | 36 | +1   |
| 7    | Shirak FC C     | 25  | 28 | 6  | 7  | 15 | 27 | 42 | -15  |
| 8    | Ararat Erevan P | 10  | 28 | 2  | 4  | 22 | 14 | 57 | -43  |

|  | Qualification pour le 2e tour de qualification de la Ligue des champions 2012-2013 |
|  | Qualification pour le 1er tour de qualification de la Ligue Europa 2012-2013       |
|  | T Tenant du titre C Vainqueur de la Coupe d'Arménie P Promu de Second-Liga         |

### Résultats
| Résultats (▼dom., ►ext.) | ARA | BAN | GAN | IMP | MIK | PYU | SHI | ULI | ARA | BAN | GAN | IMP | MIK | PYU | SHI | ULI |
| Ararat Erevan            |     | 1-1 | 0-1 | 2-1 | 0-3 | 1-4 | 2-1 | 1-1 |     | 0-5 | 0-1 | 0-2 | 1-1 | 0-1 | 1-3 | 1-2 |
| Banants Erevan           | 2-1 |     | 0-1 | 2-1 | 2-2 | 3-4 | 2-2 | 1-3 | 1-0 |     | 0-0 | 3-2 | 3-1 | 3-0 | 3-1 | 2-1 |
| Gandzasar Kapan          | 5-0 | 2-0 |     | 0-0 | 1-0 | 1-3 | 1-0 | 0-0 | 2-0 | 0-1 |     | 1-0 | 2-2 | 1-2 | 4-0 | 0-1 |
| Impuls Dilidjan          | 2-0 | 1-0 | 2-2 |     | 1-0 | 0-1 | 2-1 | 0-1 | 2-1 | 3-1 | 1-1 |     | 0-2 | 1-1 | 2-1 | 1-1 |
| Mika Erevan              | 2-1 | 0-0 | 0-1 | 3-2 |     | 0-1 | 0-0 | 2-3 | 2-0 | 0-0 | 1-0 | 2-1 |     | 0-0 | 4-1 | 0-1 |
| Pyunik Erevan            | 1-0 | 1-1 | 1-1 | 2-2 | 0-1 |     | 1-0 | 3-1 | 1-0 | 0-3 | 1-1 | 2-2 | 1-2 |     | 1-0 | 0-0 |
| Shirak FC                | 1-1 | 1-1 | 0-2 | 2-1 | 1-0 | 2-0 |     | 1-3 | 1-0 | 0-2 | 1-0 | 2-3 | 1-1 | 0-0 |     | 0-2 |
| Ulisses FC               | 3-0 | 1-0 | 0-0 | 0-1 | 1-2 | 1-0 | 1-0 |     | 5-0 | 1-0 | 0-0 | 2-1 | 0-3 | 1-1 | 2-2 |     |

### Meilleurs buteurs
| Rang | Joueur            | Club            | Buts |
| ---- | ----------------- | --------------- | ---- |
| 1    | Bruno Correa      | Banants Erevan  | 16   |
| 2    | Narek Beglaryan   | Mika Erevan     | 11   |
| 3    | Zaven Badoyan     | Impuls Dilidjan | 8    |
| 3    | Edgar Manucharyan | Pyunik Erevan   | 8    |
| 4    | Giorgi Krasovski  | Ulisses FC      | 7    |

## Bilan de la saison
| Championnat d'Arménie de football 2011                             |                        |
| Champion                                                           | Ulisses FC (1er titre) |
| Coupes et trophées                                                 |                        |
| Vainqueur de la Coupe d'Arménie 2011                               | Shirak FC              |
| Qualifications continentales                                       |                        |
| Ligue des champions de l'UEFA 2012-2013                            | Ulisses FC             |
| Ligue Europa 2012-2013                                             | Shirak FC              |
| Ligue Europa 2012-2013                                             | Gandzasar Kapan        |
| Ligue Europa 2012-2013                                             | Pyunik Erevan          |
| Promotions et relégations                                          |                        |
| Promus en Championnat d'Arménie de football                        | Aucun                  |
| Relégués en Championnat d'Arménie de football de deuxième division | Aucun                  |